# Comunitat del Cenacle
La Comunitat del Cenacle és una institució religiosa cristiana no-governamental italiana que a través de l'oració, el treball, i la vida en comú ajuda persones dependents de les drogues i l'alcohol a desintoxicar-se. La comunitat va néixer el 1983 a Saluzzo, Itàlia, quan la monja Elvira Petrozzi va decidir ajudar els joves drogodependents i el consistori li va cedir una casa per aquesta finalitat.
El 2010 tenia 53 cases arreu del món. El 2013 tenia 27 germandats i més de 60 cases a Itàlia, França, Croàcia, Bòsnia i Hercegovina, el Brasil, Àustria, la República Dominicana, els Estats Units d'Amèrica, Mèxic i Espanya, a través de les que ajudava a 1.800 joves. Les més conegudes són les dues comunitats de Medjugorje. A Catalunya hi ha comunitats a Fogars de Montclús i Cornudella de Montsant.
La comunitat no té ànim de lucre i viu només amb donacions. Una part del treball que duen a terme és el conreu de molts dels productes que després utilitza i, per tant, és parcialment autosostenible. Els joves estan aïllats, sense mitjans de comunicació ni diaris, tot i que hi ha excepcions, com alguns partits de futbol. Cada persona atesa té una altra persona, anomenada àngel de la guarda que l'ajuda en el procés. A les comunitats del cenacle no hi ha psicòlegs ni teràpia farmacològica. En pàgines d'informació catòlica hi ha desenes de testimonis de joves que agraeixen el seu pas per un d'aquests centres.
El 2018 el director Cédric Kahn va fer la pel·lícula L'Orant (francès: La prière, castellà: El creyente), que va guanyar diversos guardons, sobre la desintoxicació de les drogues d'un noi a través d'aquesta comunitat.